# Wolfgang Cramer (Philosoph)
Wolfgang Cramer (* 18. Oktober 1901 in Hamburg; † 2. April 1974 in Frankfurt am Main) war ein deutscher Philosoph und Mathematiker.

## Leben

### Frühe Jahre
Cramer, der Sohn eines Regierungsbaumeisters, verbrachte seine Schulzeit in Breslau. Nach dem Abitur an einer Oberrealschule studierte er ab 1920 an der Universität Breslau für drei Semester Philosophie bei Richard Hönigswald und Siegfried Marck. Ein Freund aus dieser Zeit war Moritz Löwi. An der Universität Heidelberg bei Karl Jaspers studierte er ein weiteres Semester Philosophie. Anschließend machte er eine Lehre bei der Schlesischen Landschaftlichen Bank in Breslau und arbeitete ab November 1922 als Bankangestellter. Im Wintersemester 1924/25 begann er erneut ein Studium und studierte an der Universität Breslau Mathematik und Physik. Die Promotion aus dem Bereich über Zahlentheorie zum Thema Die Reziprozitätsformel für Gaußsche Summen in reell quadratischen Zahlkörpern erfolgte 1931 bei Hans Rademacher.

### Nationalsozialismus
Cramer trat bereits zum 1. Mai 1932 der NSDAP (Mitgliedsnummer 1.196.889) und dem NSLB bei. Nach Entfernung Rademachers im Zuge der Gleichschaltung aus dem Dienst wurde Cramer Assistent am Mathematischen Institut bei Werner Schmeidler. Cramer zeigte sich jedoch schon im April 1933 „entsetzt über die Kundgebungen der Barbarei“, sodass er spätestens 1934 wieder aus der Partei austreten wollte. Moritz Löwi, jüdischer Freund und Lehrer Cramers, überredete ihn, Mitglied der Partei zu bleiben, um als Unverdächtiger wirken zu können. Auf diese Weise war Cramer 1938 wesentlich an Löwis Emigration über die Tschechoslowakei beteiligt. Cramer widmete ihm 1957 die Schrift „Grundlegung einer Theorie des Geistes“.
Cramers Habilitationsschrift „Das Problem der reinen Anschauung. Eine erkenntnistheoretische Untersuchung der Prinzipien der Mathematik“ lag bereits 1933 vor, jedoch wurde das Verfahren zunächst aus unbekannten Gründen ausgesetzt. Cramer musste zunächst Dozentenlager und -akademie besuchen, ehe er 1935 habilitiert wurde. Die Gründe für diese ungewöhnlich lange Verfahrensdauer lassen sich nicht genau rekonstruieren, jedoch zeigte sich Cramer wohl schon bald nicht als idealer Parteigenosse. Cramer arbeitete nach seiner Habilitation in Breslau als Privatdozent für Philosophie der exakten Wissenschaften.
Der sich anbahnende Konflikt entlud sich, nachdem August Faust im WS 1936/37 nach Breslau kam. Dem Druck Fausts, den Kontakt zu Richard Hönigswald und seinem Schülerkreis aufzugeben oder an der Entfernung des katholischen Kollegen Bernhard Rosenmöller mitzuwirken, gab er nicht nach, wofür sich Faust 1942 schließlich mit einem vernichtenden Gutachten rächte. Faust bemängelt insbesondere, dass „Herr Dr. Cramer von seiner nationalsozialistischen Weltanschauung so wenig Gebrauch macht“, was sowohl sein „charakterloses [...] Verhalten gegenüber dem Juden Hönigswald“ als auch seine Beschränkung auf „spitzfindige Spezialfragen“ betrifft. Tatsächlich ist Cramer während der Zeit des NS-Regimes weder politisch in Erscheinung getreten, noch hat er irgendetwas zu einer nationalsozialistischen Philosophie beigetragen. Dieses Gutachten verhinderte Cramers Ernennung zum außerplanmäßigen Professor und hätte wohl, im Falle eines Fortbestehen des NS-Regimes, sein Karriereende bedeutet.

### Nach dem Krieg
Nach Kriegsende erhielt er 1949 eine Stelle als Privatdozent in Frankfurt am Main. Im Jahr 1953 wurde er zum außerplanmäßigen Professor ernannt. Schließlich erhielt er 1962 die Stelle eines außerordentlichen Professors. Cramer starb 1974 in Frankfurt.
Schüler Cramers, die später Professuren erlangten, waren u. a. der Hegel-Forscher Hans-Friedrich Fulda und Reiner Wiehl, Experte unter anderem für Whitehead. Wegen Cramers niedriger akademischer Position haben sie ihre Laufbahnarbeiten nicht bei ihm, sondern bei Hans-Georg Gadamer in Heidelberg abgeschlossen.
Wolfgang Cramer ist der Vater des Philosophen Konrad Cramer (1933–2013).

## Philosophie
Philosophisch wurde Cramer v. a. vom Neukantianer Richard Hönigswald geprägt. So war sein systematischer Ausgangspunkt stets die kritische Auseinandersetzung mit dem transzendentalen Idealismus Kants und der Monadologie von Leibniz, mit Hilfe welcher er eine Transzendentalontologie zu entwerfen versuchte. Zentraler Gedanke dabei ist, dass die Transzendentalphilosophie als Analyse von Subjektivität ihre Aufgabe nicht erfüllen kann, wenn sie das Subjekt nicht in seinem Sein (insbesondere in seiner Zeitlichkeit) betrachtet. Das „Subjekt [...] ist ein Dasein in dem Sinne, wie die vorkantische Metaphysik Dasein oder Existenz meinte“. Auf diese Weise wird die kantische Beschränkung der Erkenntnis auf Erscheinungen überschritten.
In diesem Sinne charakterisiert ihn Hans Wagner:

„Cramer ist auf keine vorkritische Philosophie verpflichtet, weder ignoriert er Kants Kritik der transzendent gebrauchten Vernunft, noch fällt er gar hinter die kritische Fragestellung zurück – und doch versucht er eine Doktrin des Transzendenten.“

Dabei ist zu beachten, dass Cramer zwar das Thema der alten Metaphysik wieder aufgenommen hat, aber keineswegs eine vollständige Ontologie alten Typs entworfen hat. Es geht ihm vielmehr stets nur um Minimalbestimmungen, also notwendige Bedingungen für endliche Subjektivität. Die Frage nach solchen Bedingungen führt ihn schließlich weiter in die spekulative Philosophie, zur Frage nach dem Absoluten. Denn der Geist, das Denken, hat nach Cramer wesentlich mit allgemeinen Bestimmungen, mit Universalien zu tun. Auf diese Weise führt seine Subjektphilosophie konsequent in Ontologie, Kategorienlehre und schließlich zum Absoluten.
Die Auseinandersetzung mit der Frage nach dem Absoluten findet insbesondere in Auseinandersetzung mit Spinoza, Kants Widerlegung der Gottesbeweise und Denkern des Deutschen Idealismus statt. Cramers Ziel war es, zu erhellen, wie das Absolute einerseits als alles bestimmend gedacht werden kann und andererseits doch kontingentes Anderes in relativer Freiheit möglich ist. Dies sollte insbesondere ohne Rekurs auf kontingentes Dasein geschehen, weil das Absolute andernfalls unter den Bedingungen des Kontingenten stünde. Letzteres wird insbesondere im späteren Projekt der „absoluten Reflexion“ verfolgt.

## Schriften
Bücher
- Die Reziprozitätsformel für Gaußsche Summen in reell quadratischen Zahlkörpern, Inaugural-Dissertation zur Erlangung der Doktorwürde, Uni.verlag von R. Noske, Borna (Leipzig) 1932.

- Das Problem der reinen Anschauung. Eine erkenntnistheoretische Untersuchung der Prinzipien der Mathematik. Mohr, Tübingen 1937.
- Die Monade. Das philosophische Problem vom Ursprung. Kohlhammer, Stuttgart 1954.
- Grundlegung einer Theorie des Geistes. Klostermann, Frankfurt am Main 1957. (4. Auflage. 1999. (Philosophische Abhandlungen; 14), ISBN 3-465-03002-8)
- Das Absolute und das Kontingente. Untersuchungen zum Substanzbegriff. Klostermann, Frankfurt am Main 1959. (2. Auflage. 1976. (Philosophische Abhandlungen; 17))
- Spinozas Philosophie des Absoluten. Klostermann, Frankfurt am Main 1966. (W. C.: Die absolute Reflexion; 1)
- Gottesbeweise und ihre Kritik. Prüfung ihrer Beweiskraft. Klostermann, Frankfurt am Main 1967. (W. C.: Die absolute Reflexion; 2) (2. Auflage. 2010. (Klostermann Rote Reihe; 33), ISBN 978-3-465-04097-2)
- Die absolute Reflexion. Schriften aus dem Nachlass. Hrsg. von Konrad Cramer. Klostermann, Frankfurt am Main 2012, ISBN 978-3-465-03753-8

Aufsätze
- Über den Begriff des Unendlichen. In: Blätter für Deutsche Philosophie. Band 11, 1938, S. 272–284.
- Die Aporien des Zeno und die Einheit des Raumes. In: Blätter für Deutsche Philosophie. Band 12, 1939, S. 347–364.
- Philosophie und ihre Geschichte. In: Blätter für Deutsche Philosophie. Band 14, 1941, S. 343–355.
- Das Grundproblem der Philosophie. In: Diskus. Frankfurter Studentenzeitung. Band 4, 1954, Heft 2, Beilage, S. 57–60.
- Hans Wagner: Philosophie und Reflexion. München/Basel 1959. Ernst Reinhard Verlag. In: Philosophische Rundschau Band 11, 1963, S. 68–90.
- Raum, Zeit und transzendentaler Schein. In: Zeitschrift für philosophische Forschung. Band 13, 1959, S. 568–582.
- Vom transzendentalen zum absoluten Idealismus. In: Kant-Studien. Band 52, 1960/61, S. 3–32.
- Aufgaben und Methoden einer Kategorienlehre. In: Kant-Studien. Band 52, 1960/61, S. 351–368.
- Individuum und Kategorie. In: Einsichten. Gerhard Krüger zum 60. Geburtstag. Klostermann, Frankfurt am Main 1962, S. 39–70.
- Über die Grundlagen von Gottlob Freges Begriff des Logischen. In: Hermeneutik und Dialektik Festschrift für Hans-Georg Gadamer. Band 2. Mohr, Tübingen 1970, S. 55–76.
- Kausalität und Freiheit. In: Philosophische Perspektiven. Band 5, 1973, S. 9–28.
- Das Absolute. In: Hermann Krings und andere (Hrsg.): Handbuch philosophischer Grundbegriffe, München 1973.
- Das Ich und das Gute. Eine Grundlegung der Philosophie. In: Neue Hefte für Philosophie. Band 27/28, 1988, S. 1–55.